# Bart Oostindie
Bart Oostindie (Spaubeek, 1976) is een Nederlands muzikant, zanger en componist. Hij is in staat om vele stijlen door elkaar te gebruiken en zingt voornamelijk in het Limburgs.

## Levensloop
Vanaf zijn achttiende reisde Oostindie door heel Europa als straatmuzikant. Na enkele jaren volgde hij een opleiding tot gitarist aan de conservatoria van Maastricht en Amsterdam.
In 2002 vroeg Mo'Jones hem mee te werken aan een studioalbum. Kort daarop stonden Mo'Jones en Oostindie samen op het North Sea Jazz Festival.
Van Mo'Jones heeft Oostindie de diversiteit in stijlen overgenomen, met invloeden uit de funk, soul, folk en jazz. Zijn samenwerking met Mo'Jones was bovendien een hernieuwde kennismaking met toetsenist Mike Roelofs, die hij had leren kennen op het conservatorium van Maastricht. Samen begonnen ze de lounge-funkformatie Down South, wat resulteerde in het album One on One, geproduceerd door Léon Bartels.
Tegelijkertijd begonnen Roelofs en Bartels de opnamen voor het album Ich Weit Desse D'r Bus, van de Limburgse dialectzanger Arno Adams. Toen Oostindie ook gevraagd werd mee te werken, trad hij met Adams op tijdens diens livetournee. Verder richtte Oostindie met Mo en Skinnie Jones de band Swingkings op, die gipsyjazz speelde. Ten slotte speelde hij nog gitaar in de band van Sherry Dyanne.
In 2005 toonde Oostindie zijn kwaliteiten als singer-songwriter en behaalde hij de eerste plaats in de Alfa Awards Competitie, georganiseerd door het L1-tv-programma De Muziekfabriek. Vervolgens nam hij een album op met vijf composities, waarin zijn stijl varieert van jarenzestigfolk tot jazz.

## Discografie
- 2002 - Strong Man (met Mo'Jones)
- 2004 - One on One (met Down South)
- 2004 - Ich Weit Desse D'r Bus (met Arno Adams)
- 2005 - Grandson (Engels, solo-debuut-ep)
- 2008 - Welcome to the Costume Ball